# Парк енергетиків
Парк енерге́тиків — парк-пам'ятка садово-паркового мистецтва місцевого значення у Дніпровському районі міста Запоріжжя. Розташований між бульваром Вінтера та вулицею Гребельною. Загальна площа — 10,6 га.

## Історія
Парк, розташований на правому березі Дніпра в Запоріжжі, відомий насамперед тим, що на території парку відбувалися зйомки однієї з найпопулярніших радянських стрічок 1950-х років «Весна на Зарічній вулиці». За стрічкою саме в цьому парку металург Сашко Савченко (актор Микола Рибников) уперше і востаннє намагається поцілувати свою вчительку Тетяну Левченко (актриса Ніна Іванова).
Статус присвоєно згідно з рішенням Запорізького облвиконкому від 25.09.1984 року № 315. Перебуває у віданні Запорізької міської ради.
5 серпня 2025 року дерусифікована конструкція з назвою на вході до парку. З вхідної конструкції були прибрані літери Э та О, які згодом будуть замінені на літери Е та І.

## Галерея

Парк енергетиків
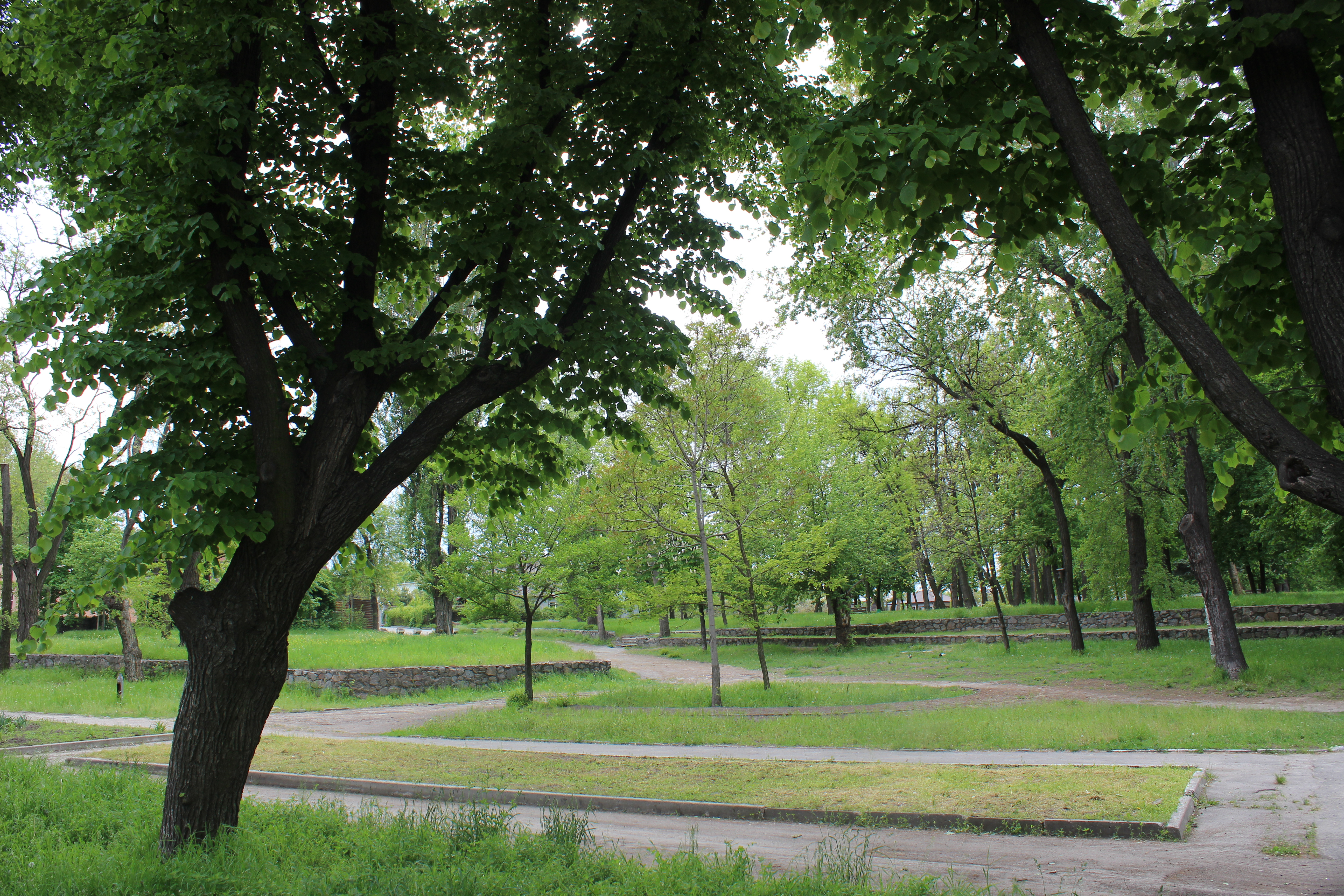
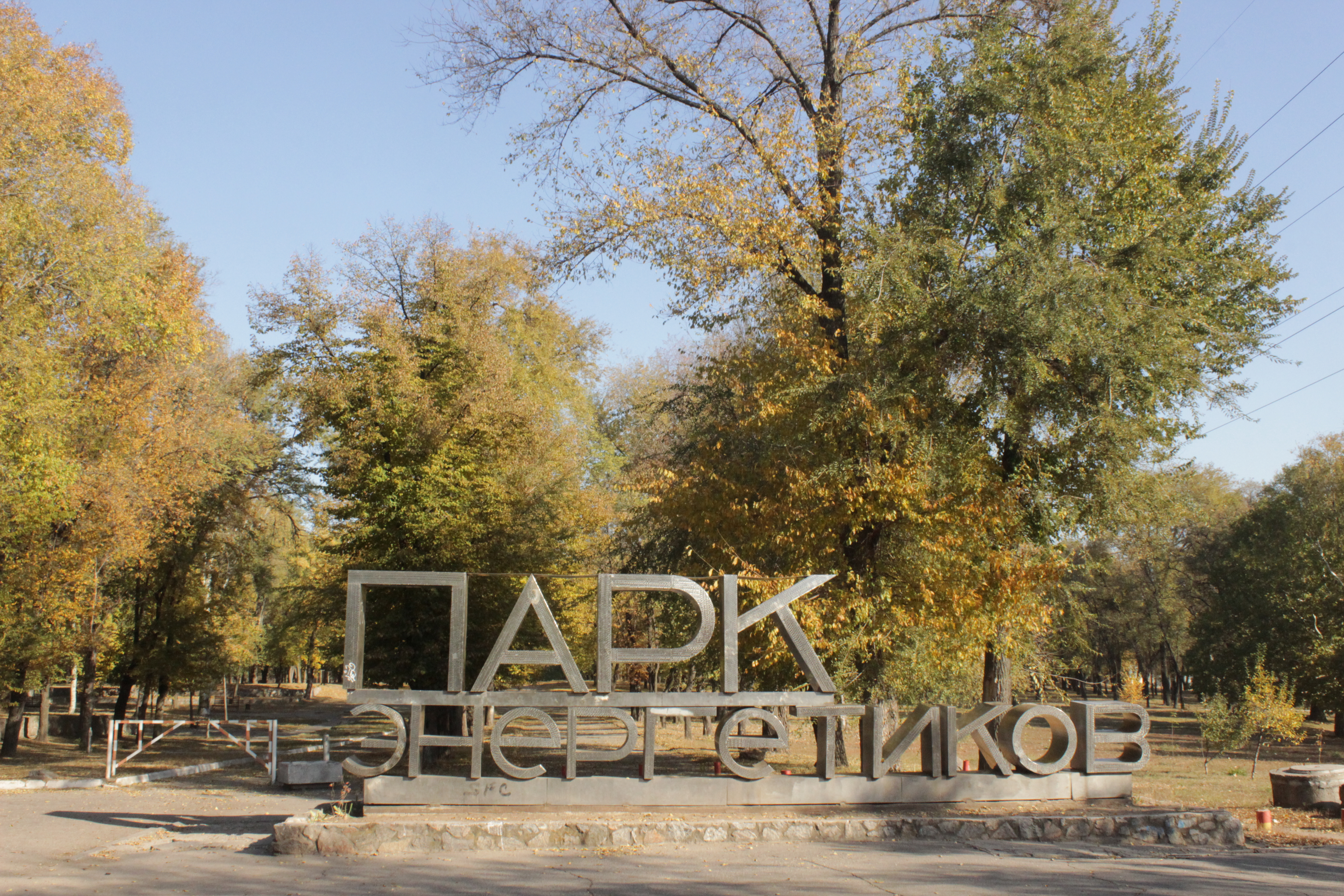
Назва парку до дерусифікації
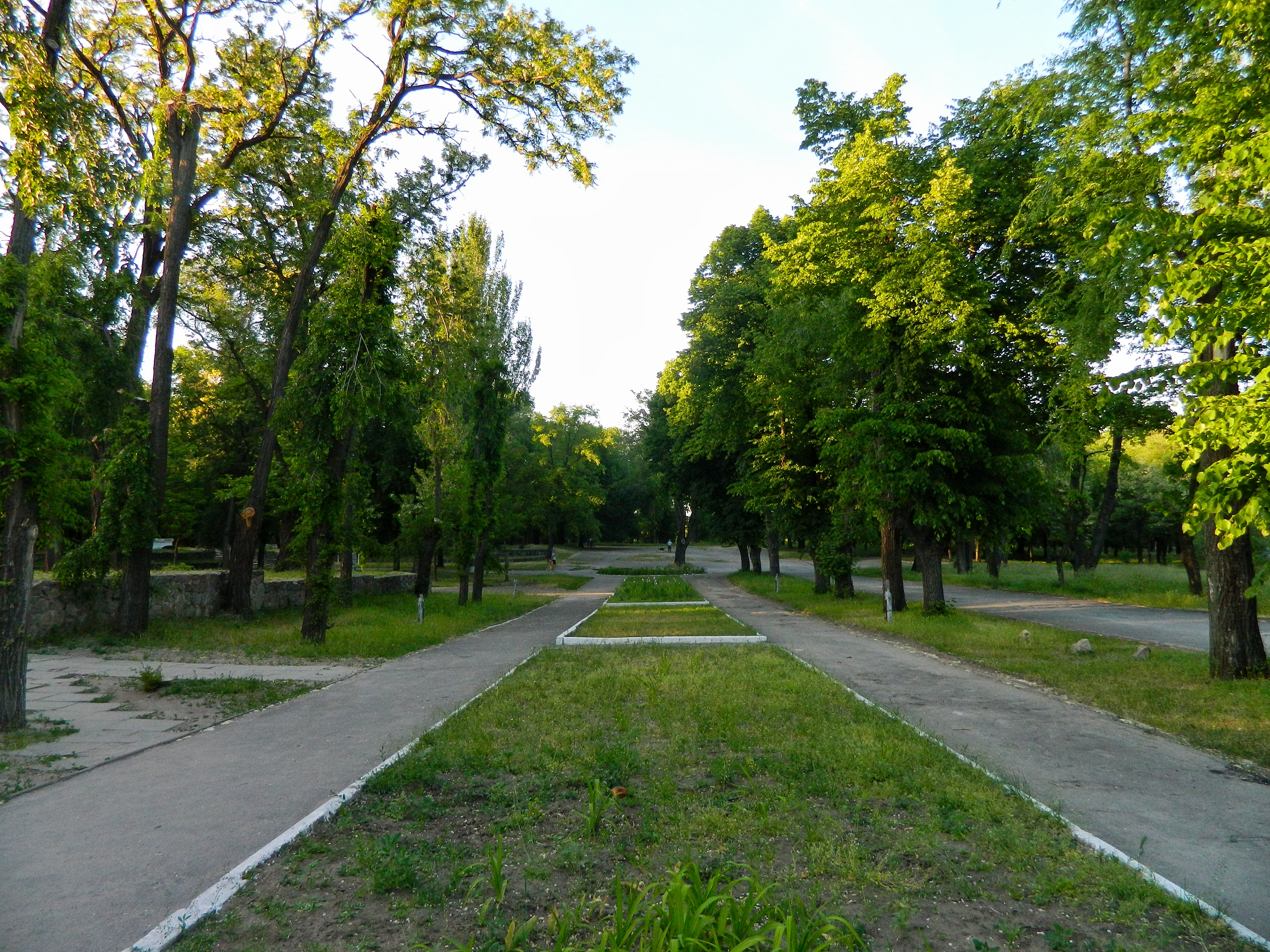
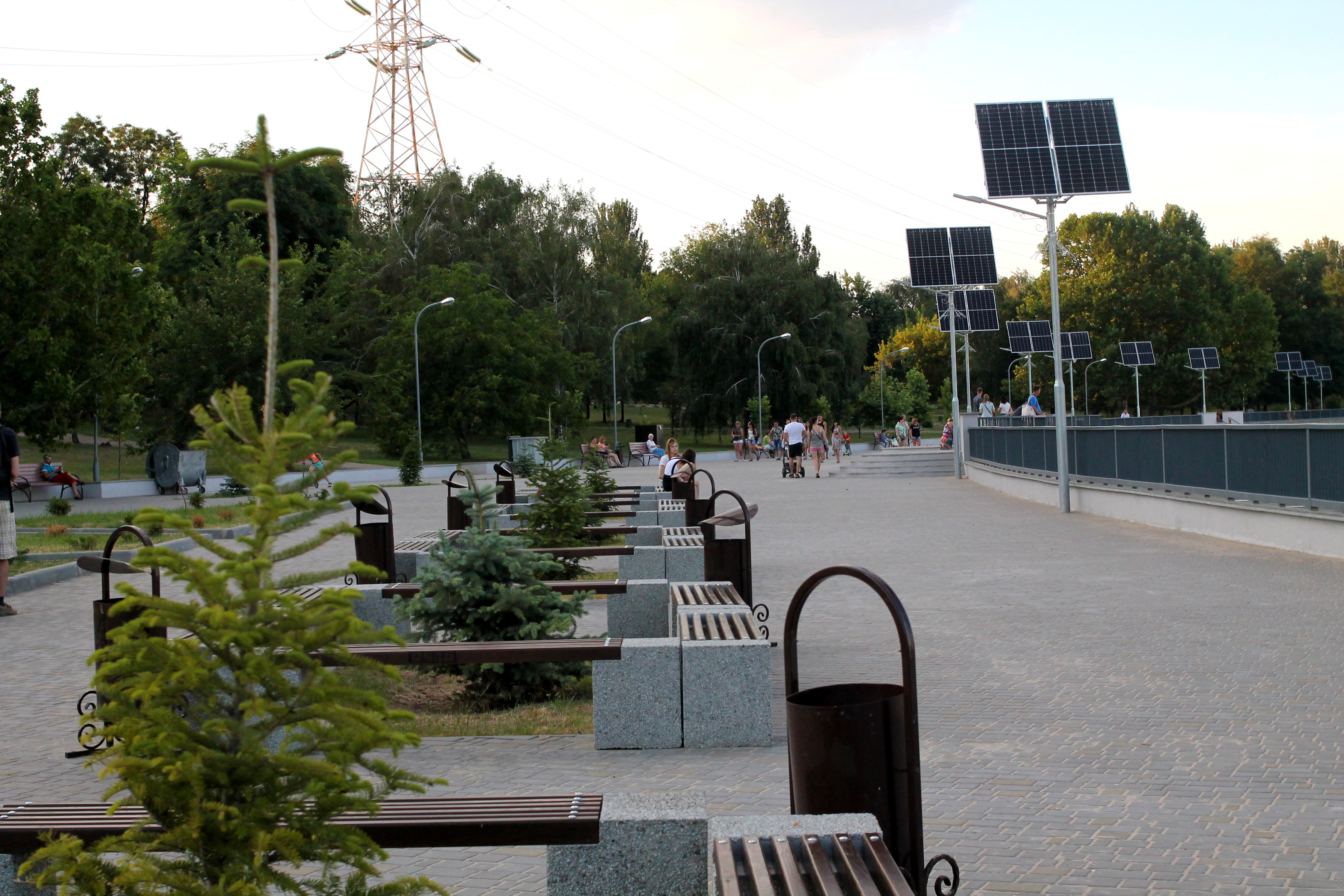
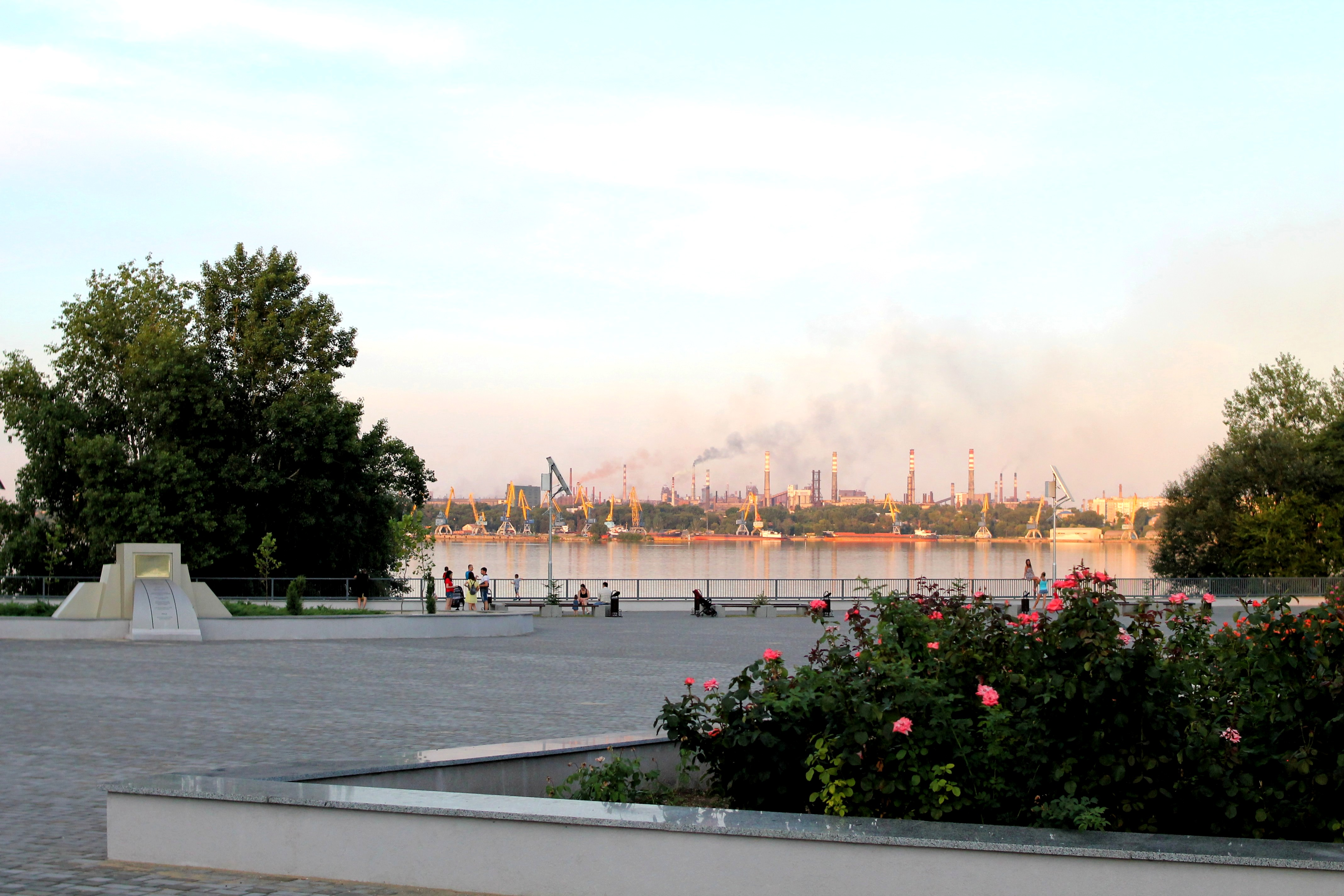
Краєвид на промзону
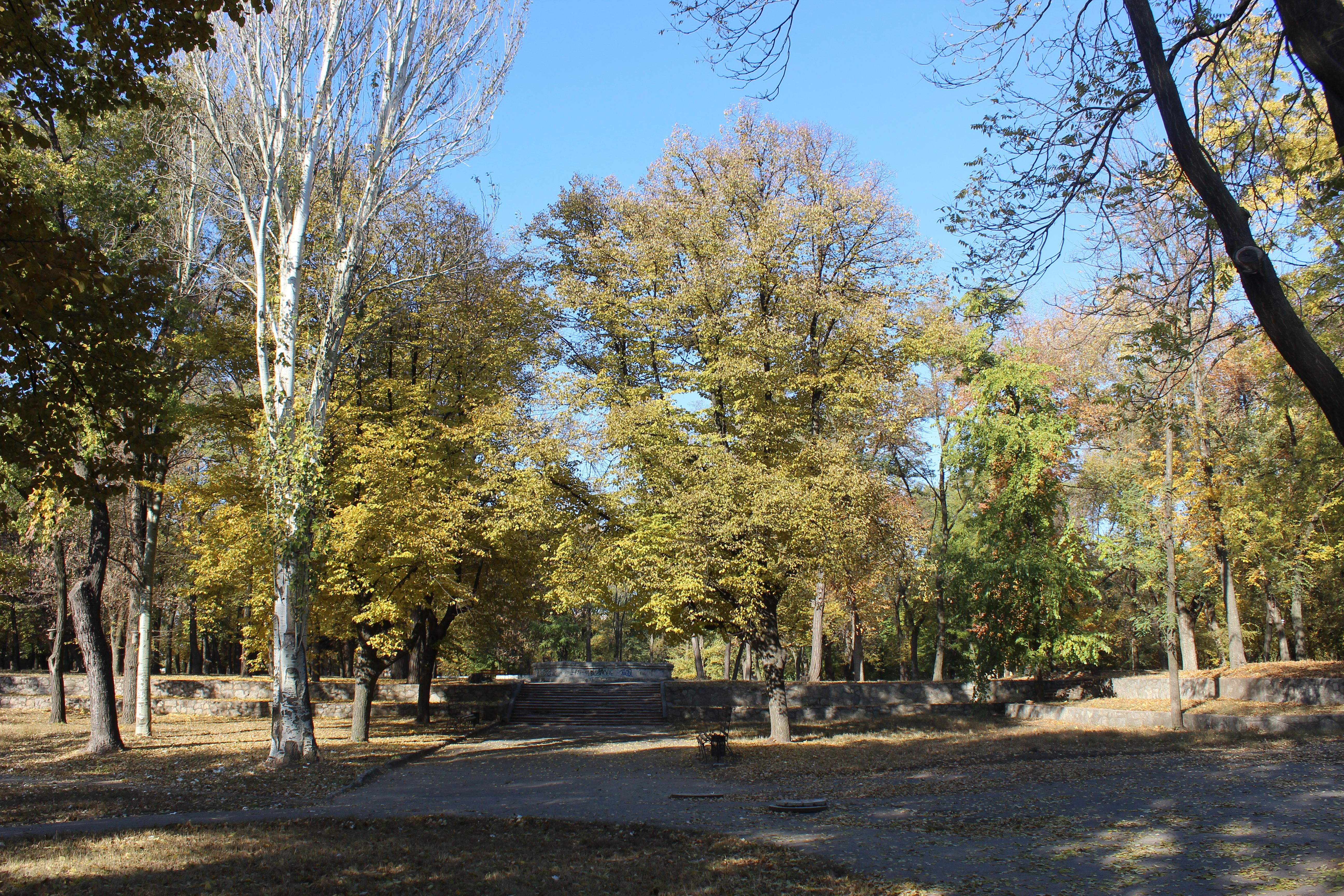
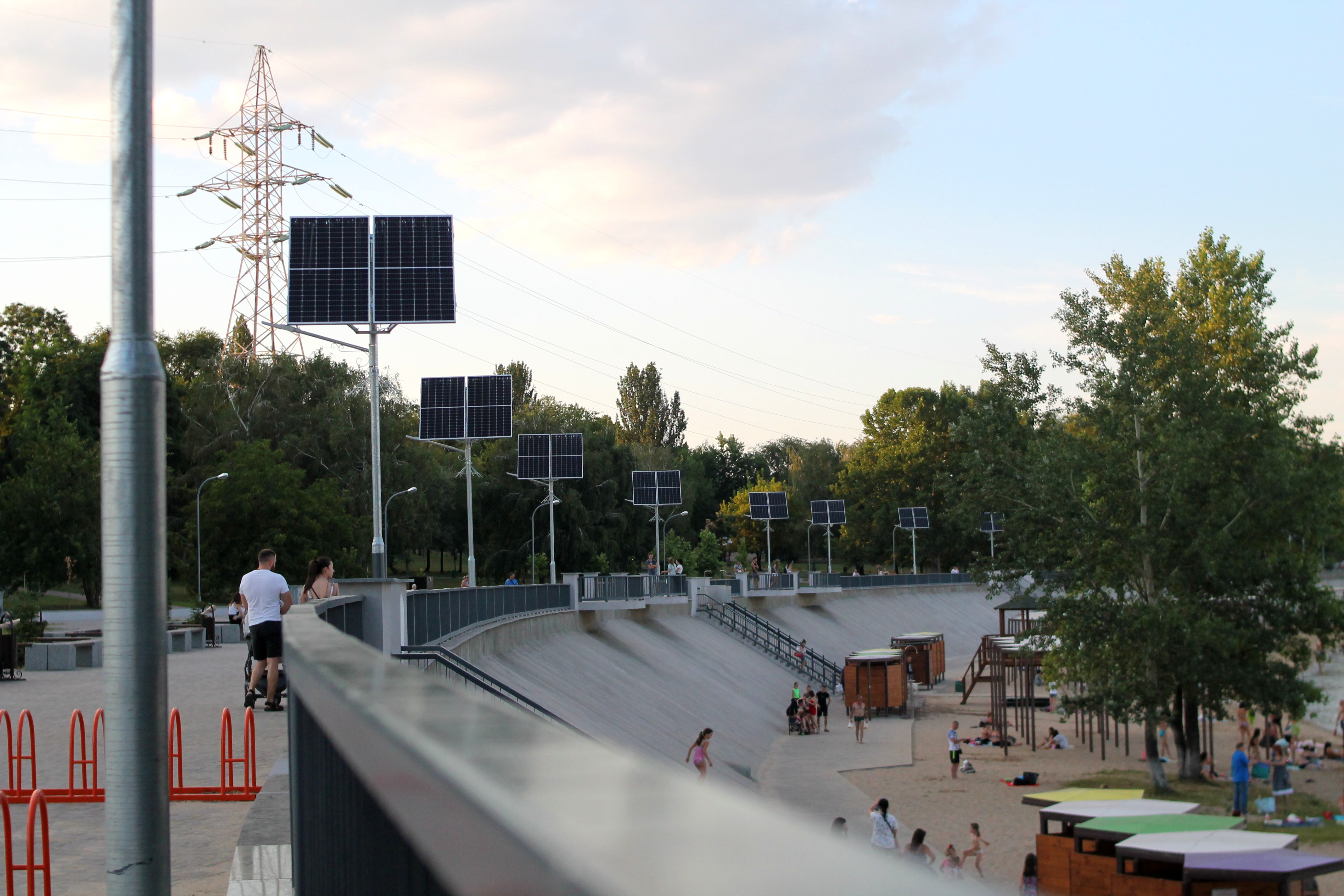
Набережна парку енергетиків
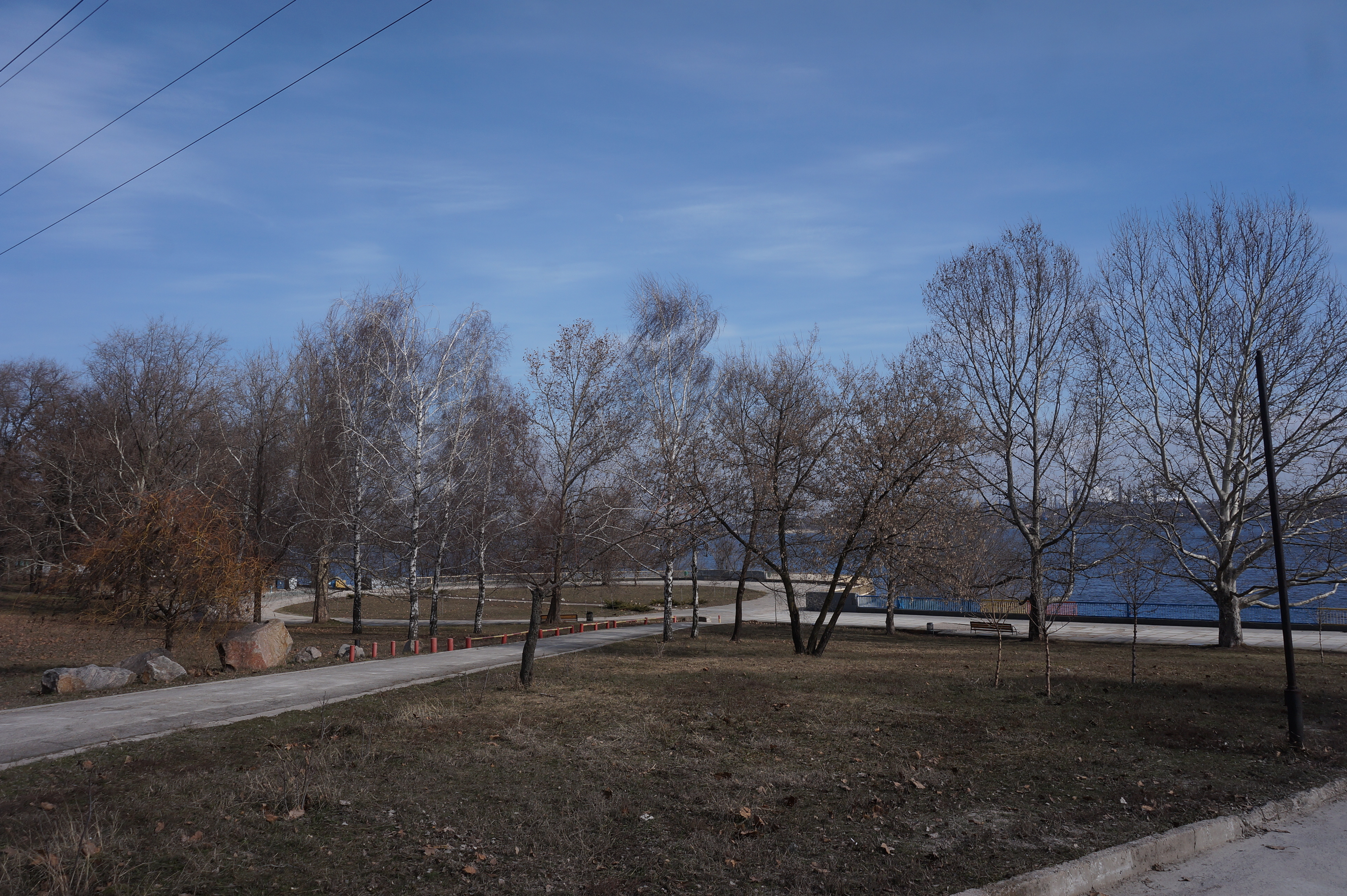
Парк навесні
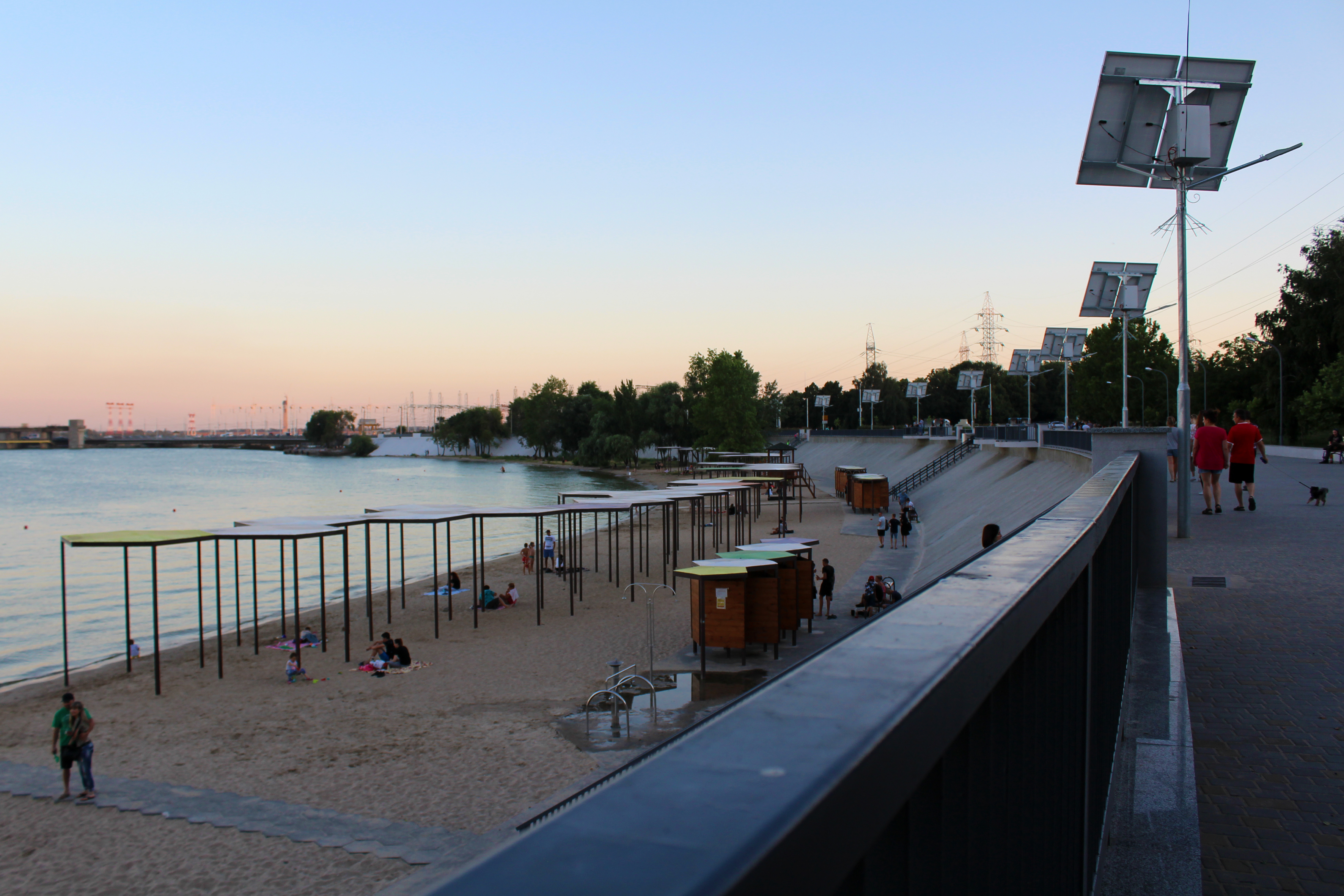
Правобережний міський пляж